# Feldkirchen bei Mattighofen
Feldkirchen bei Mattighofen je obec v okrese Braunau v rakouské spolkové zemi Horní Rakousy. Sídlí zde mlékárna Berglandmilch, největší sýrárna v Rakousku.

## Geografie
Rozloha obce činí 34,6 km². Přibližně 23 % rozlohy tvoří lesy a 70 % zemědělská půda.

## Osady
- Aich
- Altheim
- Aschau
- Außerpirach
- Bamberg
- Burgkirchen
- Edt
- Emerding
- Feldkirchen bei Mattighofen
- Gerberling
- Gietzing
- Gstaig
- Hafenberg
- Haiderthal
- Hansried
- Haselpfaffing
- Hennergraben
- Holz
- Höslrein
- Innerpirach
- Jetzing
- Kampern
- Kendling
- Klöpfing
- Oichten
- Öppelhausen
- Ottenhausen
- Otterfing
- Primsing
- Quick
- Renzlhausen
- Revier Renzlhausen
- Sattlern
- Sperledt
- Vormoos
- Wenigaschau
- Wexling
- Wiesing
- Willersdorf

## Významné osobnosti
- Franz Wasner (1905−1992), režisér a dirigent Trapp Family Singers.